# Antalya
Antalya er en by ved den sydlige, tyrkiske middelhavskyst, der ligger i provinsen Antalya.
Byen ligger op til antikkens Lykien og har 2.426.356(2018) indbyggere.
Den centrale gamle del kaldes Kaleiçi.
Som hovedby i, hvad der kaldes Den tyrkiske Riviera, er byen et yndet turistmål også for danskere. Der er et dansk konsulat i Antalya.
Antalya har et af Tyrkiets største museer.
Per 2007 er Antalyas guvernør Alaaddin Yüksel, og Antalyas borgmester hedder Menderes Türel.

## Historie
En bosættelse fra den yngre stenalder er fundet ved Bademagaci tumulus, og et palads fra bronzealderen er også fundet.
Byen blev grundlagt i det første århundrede f.Kr. af Attalos II af Pergamon, men blev overtaget af Romerriget.
Den romerske kejser Hadrian besøgte byen i år 130, og efter hans besøg blev Hadrians Port opført – en triumfbue, der endnu står ved indgangen til den gamle bydel.
Efter Romerriget havde Byzans kontrollen med byen indtil 1207, hvor seljuktyrkere fra Konya overtog byen.
Det varede indtil den mongolske erobring, men den blev senere taget af det Osmanniske Rige i 1371.
Nutidens Antalya (og omegnen) er præget af at være en af Europas store turistdestinationer.
Tyskere og russere udgør en stor del af turisterne med hver omkring én million i perioden januar til juli i 2007.
I samme periode kom der fra hvert af landene Holland, Ukraine, Israel, England, Østrig, Belgien og Frankrig over 100.000, mens der fra Danmark kom 79.920.
Til gengæld kommer der kun få fra ikke-europæiske lande (med undtagelse af Israel og Kasakhstan).
Totalt over fire millioner turister rejste ind.
Der skete en eksplosion om eftermiddagen den 25. juni 2006 ved Manavgat-vandfaldet cirka 70 kilometer fra Antalya. Eksplosionen skyldtes en bombe, og den kostede fire mennesker livet. En militant gren af PKK tog skylden.
Den 28. august 2006 var der igen en bombeeksplosion i området, nu på hovedstrøget i Antalya, hvor 3 blev dræbt.
Terrorgruppen De Kurdiske Frihedsfalke tog ansvaret for denne bombe.

## Klima
| Vejr for Antalya                | Vejr for Antalya | Vejr for Antalya | Vejr for Antalya | Vejr for Antalya | Vejr for Antalya | Vejr for Antalya | Vejr for Antalya | Vejr for Antalya | Vejr for Antalya | Vejr for Antalya | Vejr for Antalya | Vejr for Antalya | Vejr for Antalya |
|                                 | Jan              | Feb              | Mar              | Apr              | Maj              | Jun              | Jul              | Aug              | Sep              | Okt              | Nov              | Dec              | År               |
| ------------------------------- | ---------------- | ---------------- | ---------------- | ---------------- | ---------------- | ---------------- | ---------------- | ---------------- | ---------------- | ---------------- | ---------------- | ---------------- | ---------------- |
| Gennemsnitlig maks °C           | 14,9             | 15,5             | 18               | 21,3             | 25,5             | 30,9             | 34,2             | 34,2             | 31,2             | 26,6             | 21,1             | 16,6             | 24,2             |
| Gennemsnitlig min °C            | 6                | 6,2              | 8                | 11,2             | 15               | 19,6             | 22,7             | 22,7             | 19,3             | 15,2             | 10,6             | 7,5              | 13,7             |
| Gennemsnitlig nedbør mm         | 230              | 150              | 103              | 56               | 32               | 8                | 3                | 3                | 14               | 80               | 136              | 261              | 1.076            |
| Kilde (20. april 2017): TurVejr |                  |                  |                  |                  |                  |                  |                  |                  |                  |                  |                  |                  |                  |

## Transport
Antalyas lufthavn, der ligger 10 kilometer øst for centrum, er hovedindfaldsåren til den tyrkiske riviera.
Fra lufthavnen kan man komme med bus eller taxi.
Busstationen (otogar) ligger cirka fire kilometer nord for centrum og er udgangspunkt for langdistancebusser til andre tyrkiske storbyer.
En sporvognsstrækning går langs kysten og lige uden om den gamle bydel Kaleiçi til Antalya Museum.
Indkørsel til den gamle bydel er begrænset.

## Omegnen
I omegnen af Antalya ligger der mange levn fra oldtiden, bl.a. ruinerne af byen Termessos, et af de bedst bevarede arkæologiske steder i Tyrkiet.
Aleksander den Store forsøgte at indtage denne by i 333 f.Kr. Termessos ligger 34 km fra Antalya.
Ruinerne fra Perge ligger blot 15 km fra Antalya.
En række statuer blev fundet under udgravninger, der begyndte i 1947, og de kan nu ses på Antalya Museum.
Speciel er en Herkules-skulptur, hvoraf den underste del står i Antalya Museum, mens overdelen står på Bostons Museum of Fine Arts.
Overdelen er sandsynligvis stjålet fra Perge.
Karain-hulen (Karain Magarasi) ligger 27 km fra Antalya og er den største hule i Tyrkiet, der har været beboet.
Benfragmenter fra neandertalere er fundet dér.
Det øvre Düden vandfald (Yukari Düden Selalesi) ligger i udkanten af Antalya, 10 km fra byens centrum. Det nedre Düden vandfald (Asagi Düden Selalesi) ligger ud til Middelhavet også et stykke fra centrum.